# Сиканский язык
Сиканский язык — язык сиканов, древнего народа Сицилии и Мальты, обитавшего до прихода туда носителей индоевропейских языков. Известен по субстратной лексике в ономастике Сицилии.
Дж. Серджи выдвинул гипотезу о том, что субстратная лексика на Сицилии имеет общее происхождение с лигурийской, так как содержит те же суффиксы, что характерны для лигурийского языка. При этом сам он ошибочно обозначал данный субстратный язык как сикульский (хотя язык сикулов, другого народа Сицилии, достаточно хорошо изучен и классифицируется как один из италийских).
Предполагается, что в именах собственных, заканчивающихся на -sco, -asco, -esco, представлен характерный лигурский суффикс; он же, по-видимому, представлен в латинской надписи 117 г. до н. э., где речь идёт о судебном решении, вынесенном по территориальному спору между Genuenses и Langenses, лигурами. В этой надписи встречаются имена собственные Novasca, Tulelasca, Veraglasca, Vineglasca. В tabula alimentaris (Таблица продуктов питания), относящейся ко времени императора Траяна, встречаются лигурские имена с теми же характерными суффиксами. Эти же суффиксы выделил Д'Арбуа де Жубэнвиль в предположительно доримской топонимике Корсики и Лигурии.
Серджи также указывает, что топонимы с аналогичными суффиксами встречаются не только в Италии, но и далеко за её пределами, вплоть до Бельгии; в Италии количество топонимов с суффиксом -sco превышает 250; подобные формы встречаются в долине Магра, близ Гарфаньяны и в других местах.
Прочие суффиксы:
- -la, -lla, -li, -lli, в таких именах, как Atella, Abella, Sabelli, Trebula, Cursula;
- -ia, -nia, -lia, в таких именах, как Aricia, Medullia, Faleria, Narnia;
- -ba, в таких именах, как Alba, Norba;
- -sa, -ssa, в таких именах, как Alsa, Suasa, Suessa, Issa;
- -ca, в таких именах, как Benacus (Benaca), Numicus (Numica);
- -na, в таких именах, как Artena, Arna, Dertona, Suana;
- -ma, в таких именах, как Auxuma, Ruma, Axima, и, вероятно, также Roma;
- -ta, -sta, в таких именах, как Asta, Segesta, Lista;
- -i, в таких именах, как Corioli, Volci или Volsei.